# Hôtel de Ribault
Hôtel de Ribault (též Hôtel de Langres) je městský palác v Paříži. Nachází se v historické čtvrti Marais na náměstí Place des Vosges. Palác je v majetku města Paříže.

## Umístění
Hôtel de Ribault má číslo 14 na náměstí Place des Vosges. Nachází se na východní straně náměstí ve 4. obvodu.

## Historie
Palác nechal postavit v letech 1606–1607 Antoine Ribauld, finanční kontrolor vévody de Mayenne. V roce 1613 získal dům Antoine de Louvencourtm, správce královských paláců. V roce 1652 koupil palác biskup z Langres Louis Barbier de La Rivière, který zde žil do své smrti v roce 1673. Byl královniným zpovědníkem a rovněž zastával funkci ministra a strážce pečetě. V roce 1688 koupila dům Cetherine de Malon a žila zde do své smrti roku 1715. V roce 1793 byl palác jako státní konfiskát přeměněn na radnici tehdejšího 8. obvodu. Radnice zde sídlila do roku 1860 a nechala na střeše vybudovat zvoničku. Roku 1865 povolila městská rada zřídit v domě synagogu. V roce 1878 bylo vybavení dvou zdejších komnat přeneseno do muzea Carnavalet.
Palác je od roku 1954 chráněn jako historická památka.